# Ramon Roig Masvidal

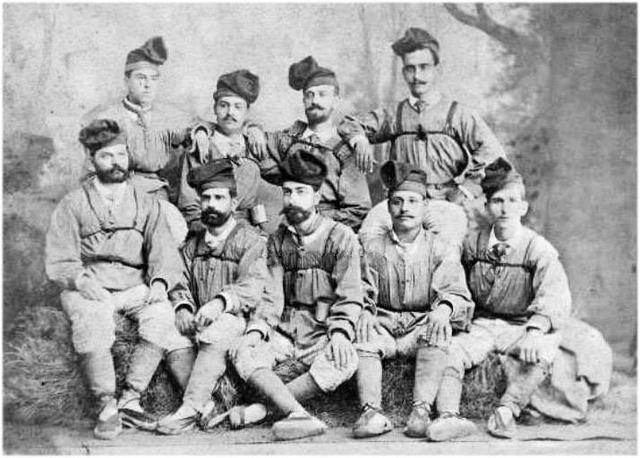
Voluntaris catalans a punt d'embarcar cap a Cuba, el gener de 1869

Ramon Roig i Masvidal (Barcelona, 5 d'agost de 1851 - Barcelona, 5 de setembre de 1945) fou el darrer supervivent dels voluntaris catalans a la Guerra de Cuba de 1869 i president de l'associació que els aplegava.
Era fill de Josep Roig i de Maria Masvidal. Es va allistar voluntàriament per anar a lluitar a la Guerra dels Deu Anys, a Cuba, en el batalló de voluntaris catalans. Quan va retornar va crear l'Associació de Voluntaris Catalans la Guerra de Cuba, que va presidir. Entre d'altres funcions s'encarregava de distribuir els subsidis que rebien els exvoluntaris de l'Ajuntament i Diputació de Barcelona. L'any 1885 va rebre la medalla de mèrit concedida per l'Ajuntament de Barcelona.
Casat amb Antònia Fàbregas i Balart (Sant Esteve Sesrovires, 1851 – Barcelona, 13 d'abril de 1917), filla de Jaume i Francesca. Va tenir dos fills: Rosa i Ramon Roig Fàbregas. L'any 1928, amb 78 anys, va entrar a l'asil de la Casa de Caritat de Barcelona. Va ser enterrat al Cementiri de Montjuïc.
El seus documents i els de l'Associació de Voluntaris Catalans a la Guerra de Cuba del 1869 es troben entre l'Arxiu Municipal del Masnou, dins del fons Josep Font i Solsona, i l'arxiu de la Diputació de Barcelona.